# 스퀘어 (암호)
암호학에서 스퀘어(square 또는 SQUARE)는 Joan Daemen과 Vincent Rijmen이 발명한 블록 암호이다. 1997년 출판된 이 디자인은 고급 암호화 표준으로 채택된 Rijndael의 전신이다. 스퀘어는 스퀘어 공격이라는 이름의 Lars Knudsen이 발견한 새로운 형태의 암호 해독과 함께 선보였다.
스퀘어의 구조는 8 라운드 수의 대입-치환 네트워크이며 128비트 블록으로 동작하며 128비트 키를 사용한다.
스퀘어는 특허를 받지 않았다.